# Roches (Creuse)
Pour les articles homonymes, voir Roche (homonymie).
Roches est une commune française située dans le département de la Creuse en région Nouvelle-Aquitaine.

## Géographie
| Bonnat   | Genouillac | Chatelus-Malvaleix |
| Jouillat | Roches     |                    |
| Glénic   | Ajain      | Ladapeyre          |

### Climat
Pour des articles plus généraux, voir Climat de la Nouvelle-Aquitaine et Climat de la Creuse.
Historiquement, la commune est exposée à un climat montagnard.  
En 2020, Météo-France publie une typologie des climats de la France métropolitaine dans laquelle la commune est exposée à un climat de montagne et est dans la région climatique  Ouest et nord-ouest du Massif Central, caractérisée par une pluviométrie annuelle de 900 à 1 500 mm, maximale en automne et en hiver.
Pour la période 1971-2000, la température annuelle moyenne est de 10,1 °C, avec  une amplitude thermique annuelle de 15 °C. Le cumul annuel moyen de précipitations est de 1 029 mm, avec 12,8 jours de précipitations en janvier et 8,3 jours en juillet. Pour la période 1991-2020, la température moyenne annuelle observée sur la station météorologique la plus proche, située sur la commune de Genouillac à 7,65 km à vol d'oiseau, est de 0,0 °C et le cumul annuel moyen de précipitations est de 0,0 mm,. Pour l'avenir, les paramètres climatiques de la commune estimés pour 2050 selon différents scénarios d’émission de gaz à effet de serre sont consultables sur un site dédié publié par Météo-France en novembre 2022.

## Urbanisme

### Typologie
Au 1er janvier 2024, Roches est catégorisée commune rurale à habitat très dispersé, selon la nouvelle grille communale de densité à 7 niveaux définie par l'Insee en 2022.
Elle est située hors unité urbaine. Par ailleurs la commune fait partie de l'aire d'attraction de Guéret, dont elle est une commune de la couronne,. Cette aire, qui regroupe 72 communes, est catégorisée dans les aires de moins de 50 000 habitants,.

### Occupation des sols
L'occupation des sols de la commune, telle qu'elle ressort de la base de données européenne d’occupation biophysique des sols Corine Land Cover (CLC), est marquée par l'importance des territoires agricoles (73,2 % en 2018), une proportion sensiblement équivalente à celle de 1990 (72,8 %). La répartition détaillée en 2018 est la suivante : 
prairies (41,2 %), zones agricoles hétérogènes (29,5 %), forêts (26,8 %), terres arables (2,5 %). L'évolution de l’occupation des sols de la commune et de ses infrastructures peut être observée sur les différentes représentations cartographiques du territoire : la carte de Cassini (XVIIIe siècle), la carte d'état-major (1820-1866) et les cartes ou photos aériennes de l'IGN pour la période actuelle (1950 à aujourd'hui).

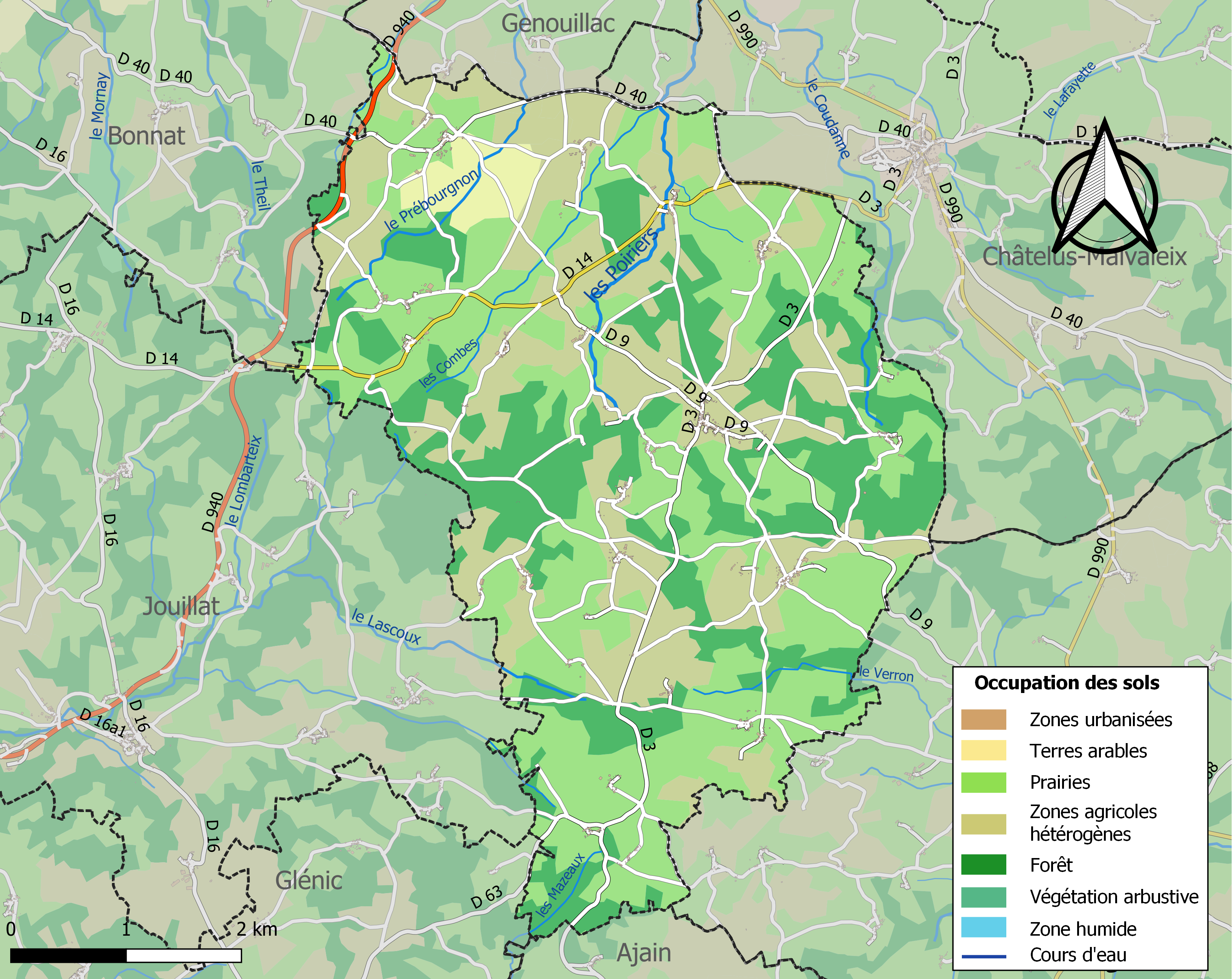
Carte des infrastructures et de l'occupation des sols de la commune en 2018 (CLC).

### Risques majeurs
Le territoire de la commune de Roches est vulnérable à différents aléas naturels : météorologiques (tempête, orage, neige, grand froid, canicule ou sécheresse) et séisme (sismicité faible). Il est également exposé à un risque particulier : le risque de radon. Un site publié par le BRGM permet d'évaluer simplement et rapidement les risques d'un bien localisé soit par son adresse soit par le numéro de sa parcelle.

#### Risques naturels

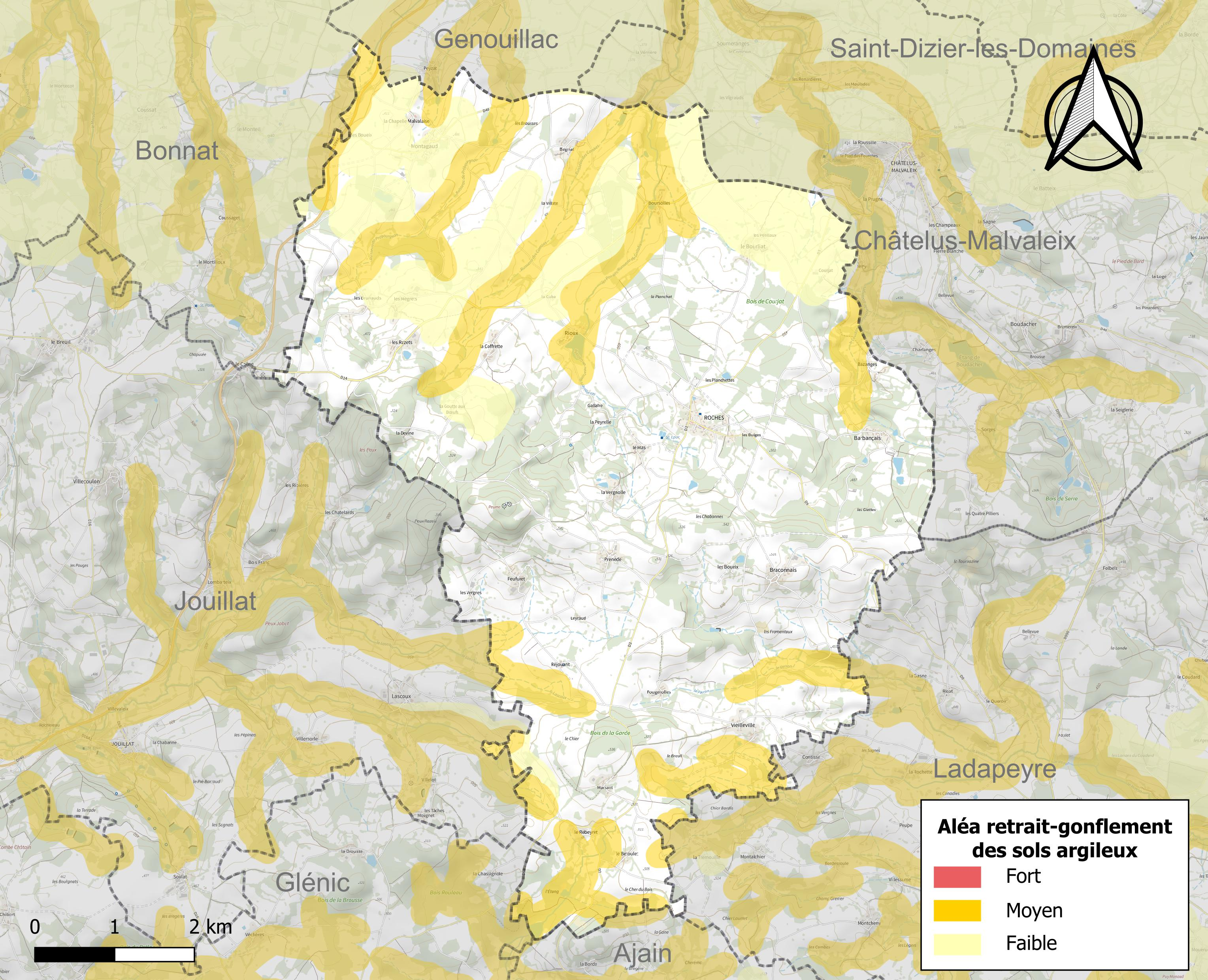
Carte des zones d'aléa retrait-gonflement des sols argileux de Roches.

Le retrait-gonflement des sols argileux est susceptible d'engendrer des dommages importants aux bâtiments en cas d’alternance de périodes de sécheresse et de pluie. 19,4 % de la superficie communale est en aléa moyen ou fort (33,6 % au niveau départemental et 48,5 % au niveau national). Sur les 328 bâtiments dénombrés sur la commune en 2019,  35 sont en aléa moyen ou fort, soit 11 %, à comparer aux 25 % au niveau départemental et 54 % au niveau national. Une cartographie de l'exposition du territoire national au retrait gonflement des sols argileux est disponible sur le site du BRGM,.
Par ailleurs, afin de mieux appréhender le risque d’affaissement de terrain, l'inventaire national des cavités souterraines permet de localiser celles situées sur la commune.
La commune a été reconnue en état de catastrophe naturelle au titre des dommages causés par les inondations et coulées de boue survenues en 1982 et 1999. Concernant les mouvements de terrains, la commune a été reconnue en état de catastrophe naturelle au titre des dommages causés par des mouvements de terrain en 1999.

#### Risque particulier
Dans plusieurs parties du territoire national, le radon, accumulé dans certains logements ou autres locaux, peut constituer une source significative d’exposition de la population aux rayonnements ionisants. Certaines communes du département sont concernées par le risque radon à un niveau plus ou moins élevé. Selon la classification de 2018, la commune de Roches est classée en zone 3, à savoir zone à potentiel radon significatif.

## Politique et administration
| Période                                  | Période  | Identité        | Étiquette  | Qualité                                              |
| ---------------------------------------- | -------- | --------------- | ---------- | ---------------------------------------------------- |
| mars 1980                                | 2020     | Sylvie Martin   | DVD        | Agricultrice Présidente de la Communauté de communes |
| 2020                                     | En cours | Didier Thévenet | Écologiste | Ancien cadre                                         |
| Les données manquantes sont à compléter. |          |                 |            |                                                      |

## Démographie
L'évolution du nombre d'habitants est connue à travers les recensements de la population effectués dans la commune depuis 1793. Pour les communes de moins de 10 000 habitants, une enquête de recensement portant sur toute la population est réalisée tous les cinq ans, les populations de référence des années intermédiaires étant quant à elles estimées par interpolation ou extrapolation. Pour la commune, le premier recensement exhaustif entrant dans le cadre du nouveau dispositif a été réalisé en 2005.

En 2022, la commune comptait 371 habitants, en évolution de +1,09 % par rapport à 2016 (Creuse : −3,32 %, France hors Mayotte : +2,11 %).
| 1793  | 1800  | 1806  | 1821  | 1831  | 1836  | 1841  | 1846  | 1851  |
| ----- | ----- | ----- | ----- | ----- | ----- | ----- | ----- | ----- |
| 1 156 | 1 268 | 1 224 | 1 283 | 1 344 | 1 501 | 1 516 | 1 578 | 1 603 |

| 1856  | 1861  | 1866  | 1872  | 1876  | 1881  | 1886  | 1891  | 1896  |
| ----- | ----- | ----- | ----- | ----- | ----- | ----- | ----- | ----- |
| 1 548 | 1 543 | 1 528 | 1 503 | 1 555 | 1 504 | 1 475 | 1 454 | 1 403 |

| 1901  | 1906  | 1911  | 1921  | 1926  | 1931 | 1936 | 1946 | 1954 |
| ----- | ----- | ----- | ----- | ----- | ---- | ---- | ---- | ---- |
| 1 336 | 1 240 | 1 241 | 1 057 | 1 016 | 937  | 848  | 759  | 698  |

| 1962 | 1968 | 1975 | 1982 | 1990 | 1999 | 2005 | 2006 | 2010 |
| ---- | ---- | ---- | ---- | ---- | ---- | ---- | ---- | ---- |
| 612  | 535  | 484  | 463  | 420  | 389  | 397  | 400  | 380  |

| 2015 | 2020 | 2022 | - | - | - | - | - | - |
| ---- | ---- | ---- | - | - | - | - | - | - |
| 368  | 372  | 371  | - | - | - | - | - | - |

## Culture locale et patrimoine

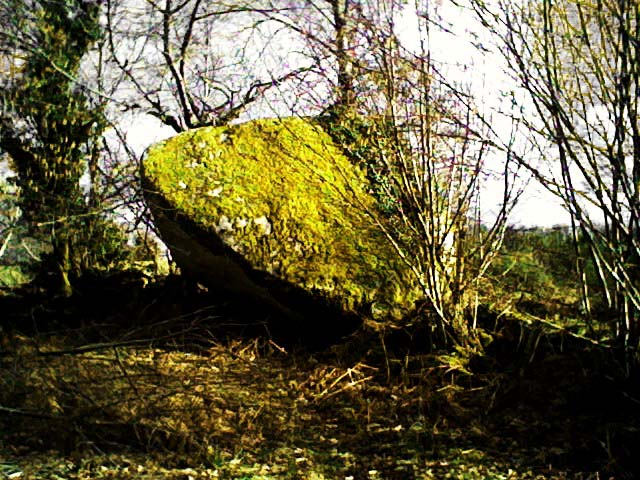
Autrefois les anciens venaient au printemps y célébrer "le mariage des oiseaux"

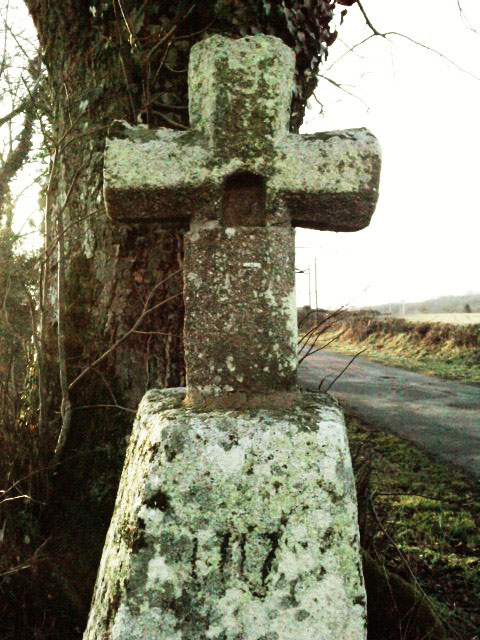
Lieu de rendez-vous des migrants maçons des environs avant de prendre le chemin de Paris.

### Lieux et monuments
- Église Saint-Pierre inscrite au titre des monuments historiques en 1969[22]. Cette église date du XIIe siècle, a été fortifiée au moyen de deux tourelles d'angle pendant la Guerre de Cent Ans. Elle a été revoûtée au XVe siècle et restaurée en 1904 et 1992. Son clocher date de 1912.
- Cippe gallo-romain classé au titre des monuments historiques le 12 juin 1979[23], elle se situe au village des Razets.
- Statue de la Vierge Marie : sur une petite montagne de rochers de 14 mètres, appelé aussi Pierre aux fées, situé tout près du bourg des Roches, a été inaugurée le dimanche 8 avril 1877 une importante statue de la Sainte Vierge Marie (2 mètres de hauteur), sous le vocable de Notre Dame de l'Espérance, par l'abbé Gilbert Jamot. Ce curé qui avait été nommé Roches en 1846, souhaitait ainsi lutter contre le protestantisme. Cette statue a été importée de Toulouse. Par ailleurs, il est possible d'accéder au sommet de cet amas rocheux duquel on peut observer un très beau panorama.
- Chapelle : une petite chapelle de style roman a été construite en 1892 au pied des rochers.

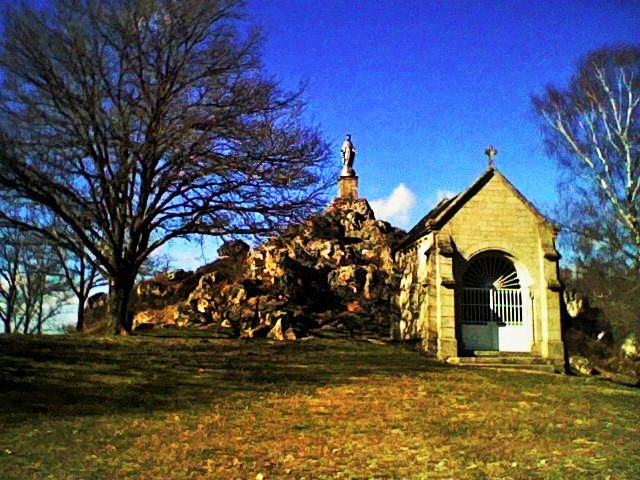
Un pèlerinage annuel y est organisé début septembre. Elle porte également le nom de "Pierre aux fées" en souvenir d'anciennes légendes celtiques
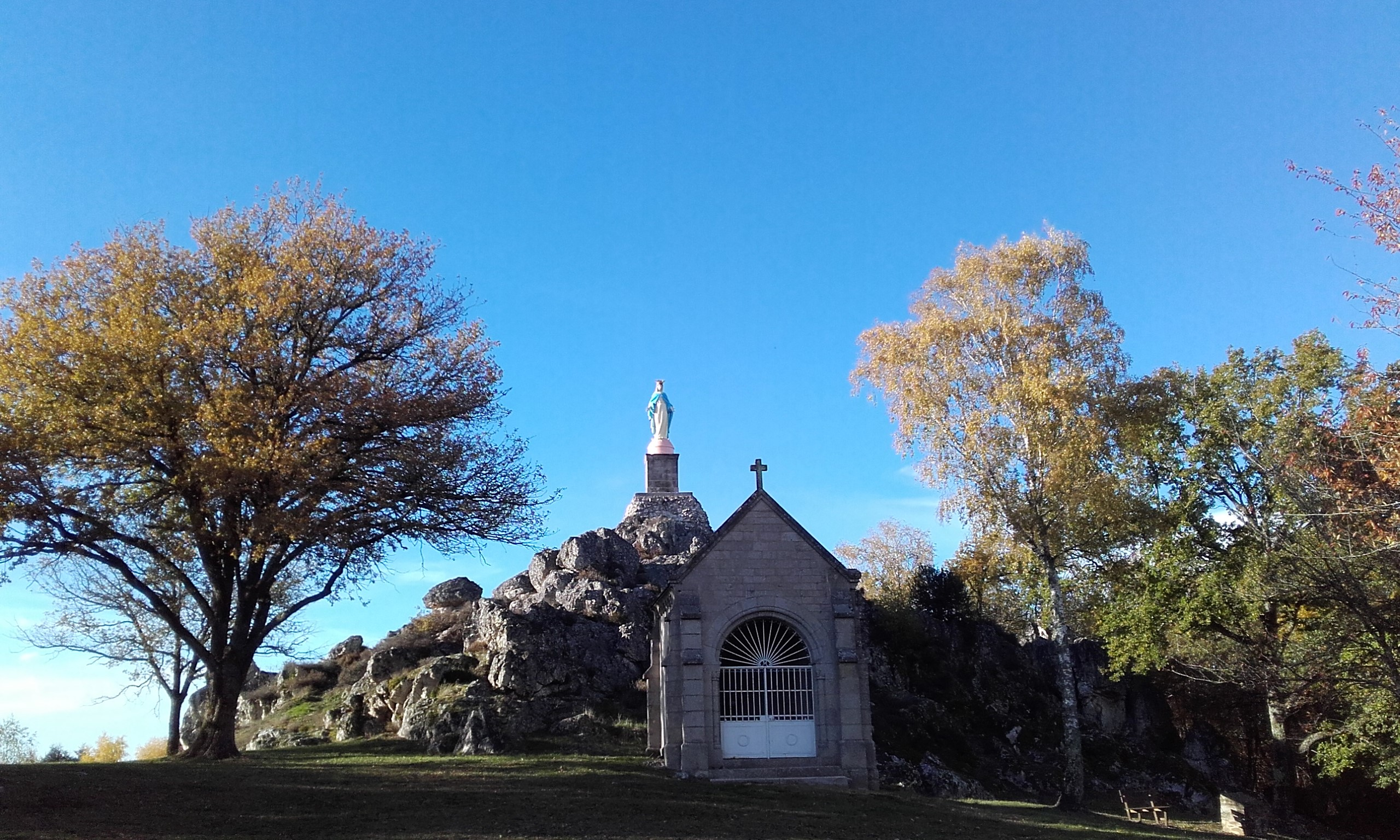
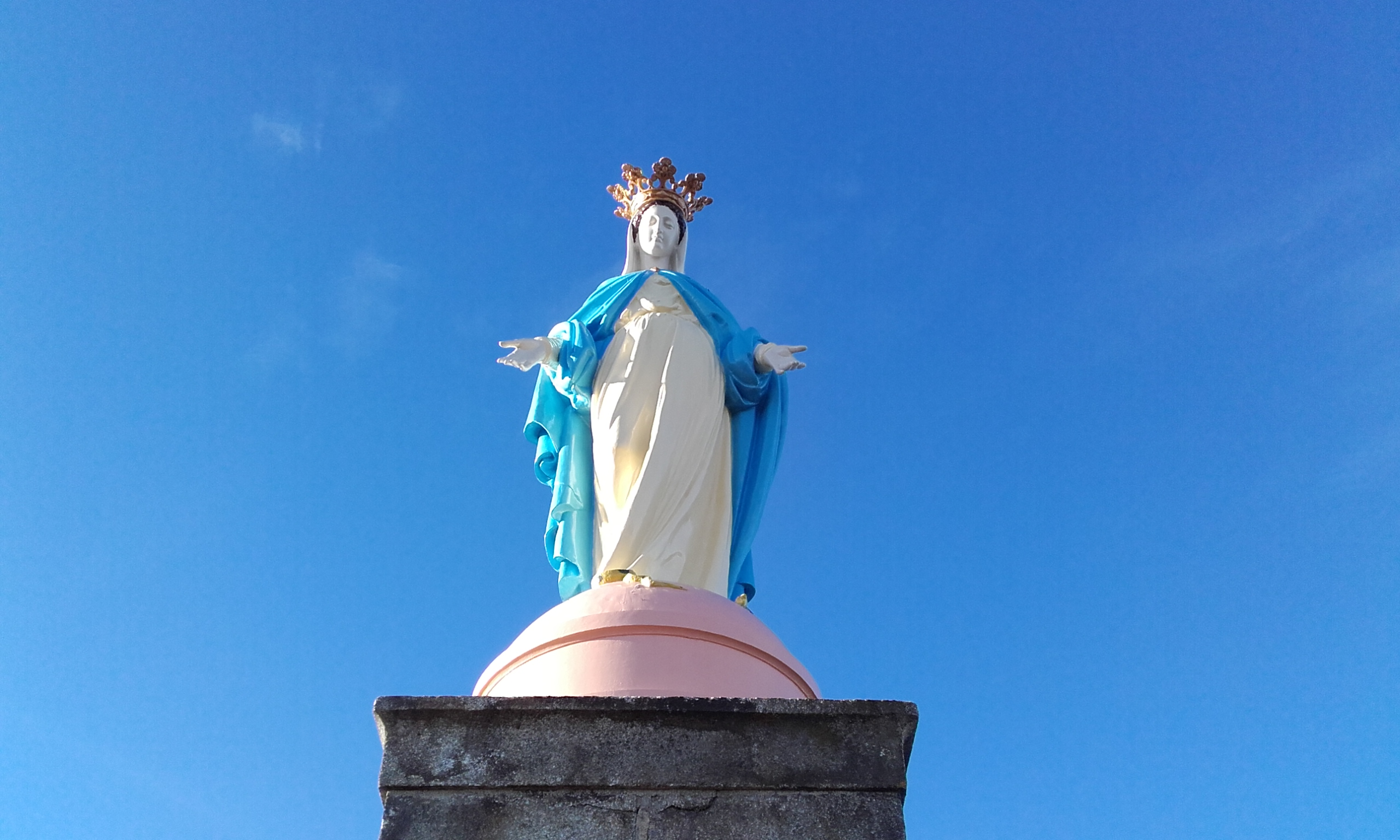
Statue de la Sainte Vierge Marie
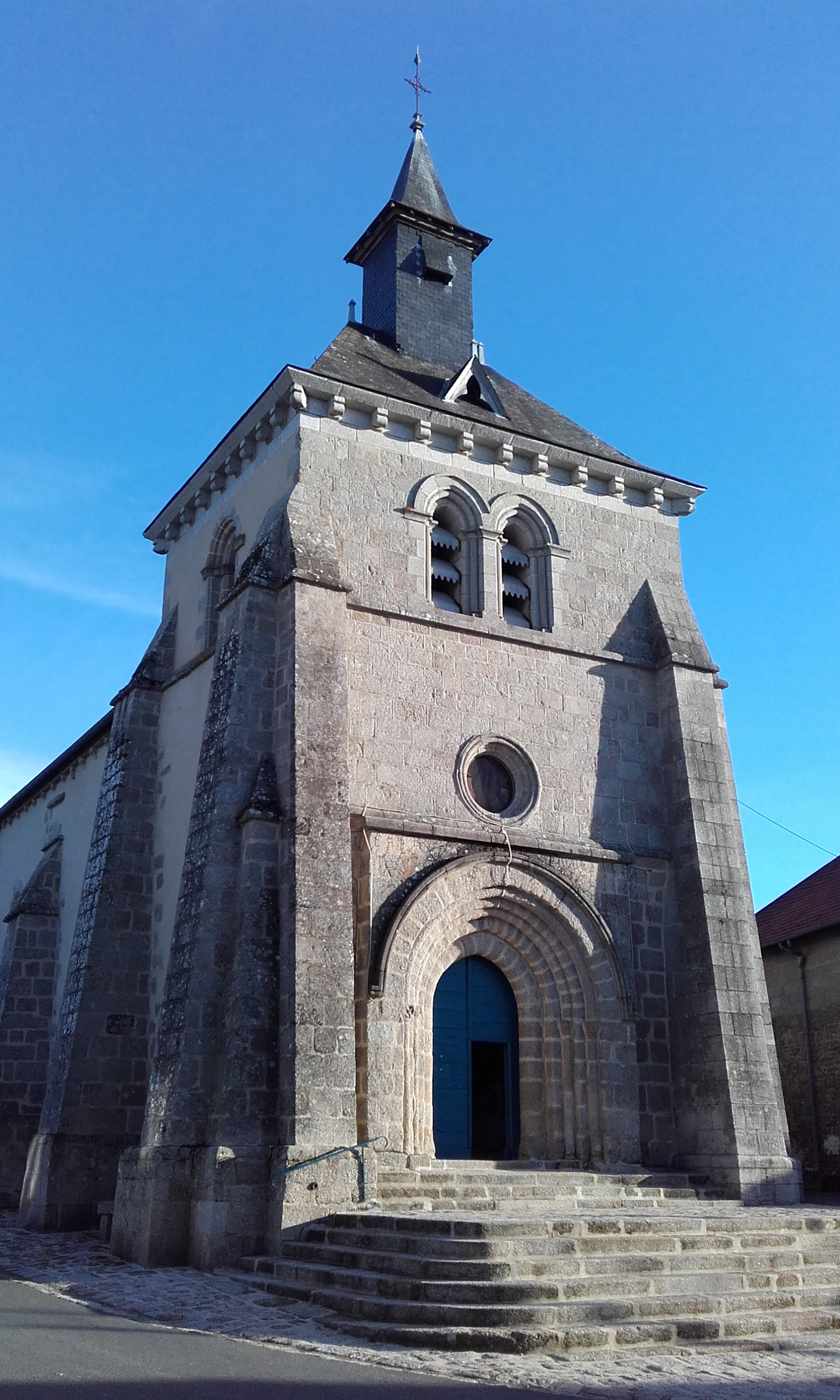
Eglise Saint Pierre